# Catarina Jagelão
Catarina Jagelão (Cracóvia, 1 de novembro de 1526 – Estocolmo, 16 de setembro de 1583) foi a primeira esposa do rei João III e Rainha Consorte da Suécia de 1568 até sua morte.
Era filha do rei Sigismundo I da Polônia e de sua esposa Bona Sforza. Catarina teve grande influência nos assuntos de estado durante o reinado de seu marido, inclusive negociando com o papa para introduzir a contra-reforma na Suécia.